# Radiolyssnaren
Radiolyssnaren var en veckotidning som gavs ut av Åhlén & Åkerlund, och som 1938 uppgick i tidningen Röster i radio.
Radiolyssnaren gavs ut av Åhlén & Åkerlund och var en veckotidning. Den innehöll veckans radiotablåer, artiklar om program och om de medverkande. Bland medarbetarna på redaktionen fanns Nils Holmberg, Frithiof Lindgren, Helge Malmberg och William Hauffman.